# Konzulat Republike Slovenije na Škotskem
Konzulat Republike Slovenije na Škotskem je diplomatsko-konzularno predstavništvo (konzulat) Republike Slovenije s sedežem v Edinburghu (Škotska); spada pod okrilje Veleposlaništvu Republike Slovenije v Združenem Kraljestvu.
Trenutni častni konzul je gdč. Ana Wersun.